# Karabanowo (obwód biełgorodzki)
Karabanowo (ros. Карабаново) – wieś w Rosji, w obwodzie biełgorodzkim, w rejonie wałujskim. W 2010 liczyła 118 mieszkańców.